# شویت (اوهایو)
شویت(به انگلیسی: Cheviot) شهری در ایالت اوهایو کشور ایالات متحده آمریکا است که جمعیت آن در سرشماری سال ۲۰۱۰ میلادی، ۸٬۳۷۵ نفر بوده‌است.